# Falkenorden

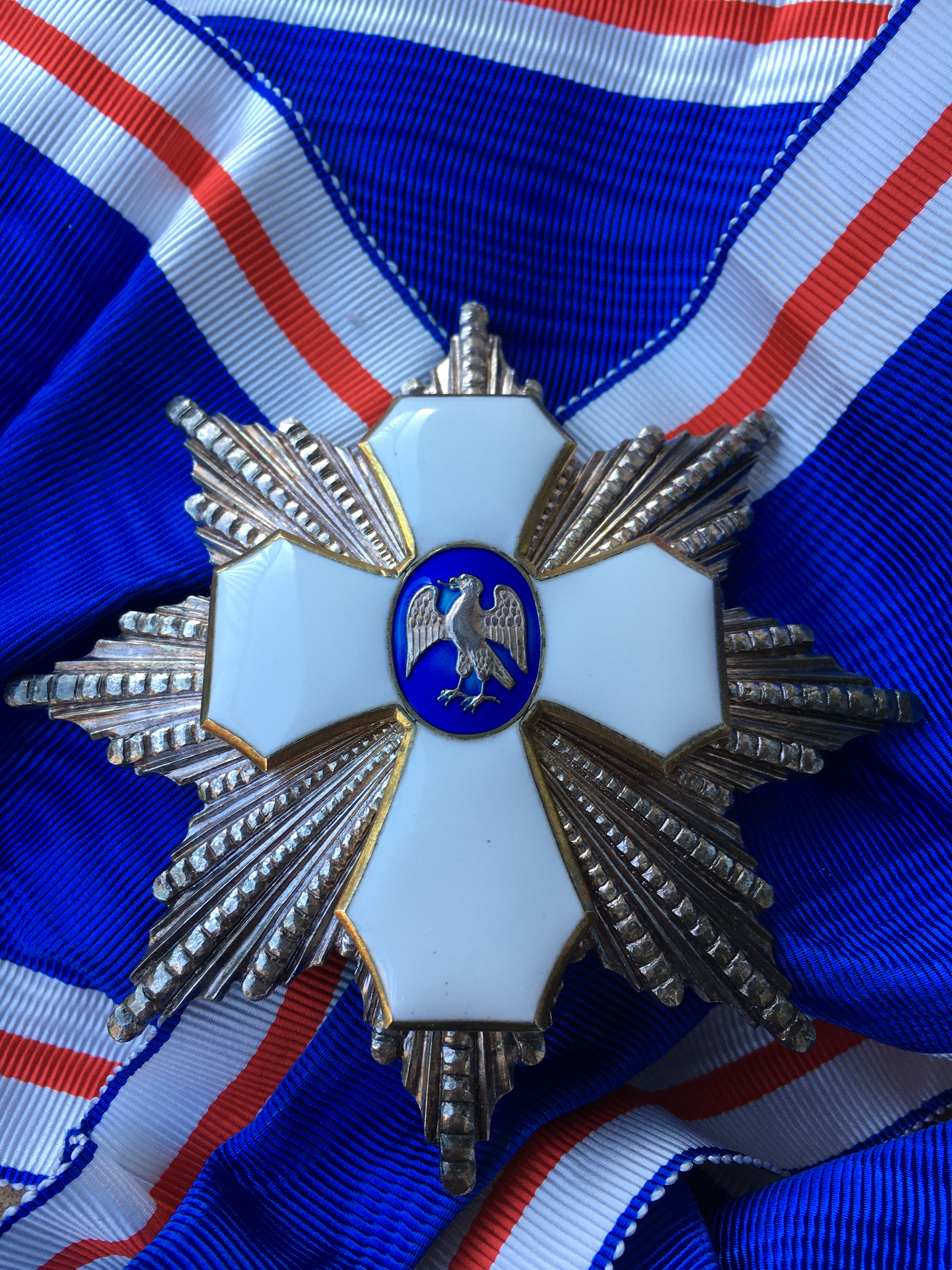
Großkreuz

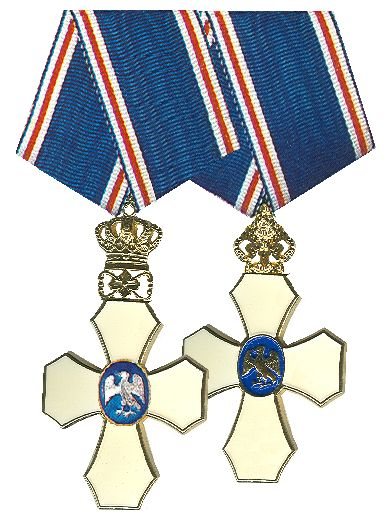
Ritterkreuz in aktueller Variante und früherer Variante mit Krone

Der Falkenorden (isländisch hin íslenska fálkaorða) ist der nationale Verdienstorden von Island. Er wurde am 3. Juli 1921 von König Christian X. anlässlich seines Besuches des damals in Personalunion mit Dänemark regierten Inselreiches als isländischer Orden in drei Klassen gestiftet.

## Ordensklassen
Der Orden bestand ursprünglich aus drei Klassen. Am 15. Juni 1926 wurde als weitere Klasse der Komtur mit Stern hinzugefügt. Aktuell besteht der Orden aus fünf Klassen, wobei die höchste Klasse „Kette mit Stern des Großkreuzes“ nur an Staatsoberhäupter verliehen wird.
Seit 11. Juli 1944 erfolgt die Verleihung durch den isländischen Staatspräsidenten, der auch gleichzeitig Großmeister des Ordens ist.
- Kette mit dem Stern des Großkreuzes (Keðja ásamt stórkrossstjörnu)
- Großkreuz (Stórkross)
- Großritterkreuz mit Stern (Stórriddarakross með stjörnu)
- Großritterkreuz (Stórriddarakross)
- Ritterkreuz (Riddarakross)

## Ordensdekoration
Das Ordenszeichen ist ein weißemailliertes, goldgerändertes Tatzenhochkreuz mit abgeschrägten Enden. Das ovale Medaillon ist auf der Vorderseite blau emailliert, goldgerändert und zeigt einen silbernen Falken. Die Rückseite zierte bis 1944 die Initialen C C X (König Christian X.) und umlaufend die Inschrift FYRSTI DESEMBER 1918. Mit der Ausrufung der Republik wurde die Inschrift auf SEYTJÁNDI JÚNI 1944 (17. Juni 1944) geändert.

## Trageweise
Getragen wird das Großkreuz an einer Schärpe von der rechten Schulter zur linken Hüfte und mit einem Bruststern. Die Collane ist aus Gold und zeigt abwechselnd auf je 25 Medaillons einen Falken auf blauem Grund und auf 25 Medaillons das isländische Staatswappen. Das Großritterkreuz wird am Hals und das Ritterkreuz am Band auf der linken Brusthälfte getragen. Das Ordensband ist himmelblau mit weißen Seitenstreifen.
Sämtliche Insignien sind nach dem Tode des Beliehenen zurückzugeben.

## Bekannte Träger
Der Falkenorden wurde an Exponenten des Kulturlebens wie die Sängerin Björk, den Schriftsteller Arnaldur Indriðason, den Schauspieler Stefán Karl Stefánsson oder den Regisseur Friðrik Þór Friðriksson verliehen, an Wissenschaftler wie den deutschen Meteorologen Ferdinand Dannmeyer, den Schweizer Altgermanisten Andreas Heusler oder dessen Landsmann, den Nordisten Oskar Bandle, an Sportler – darunter 2008 der isländischen Handballnationalmannschaft für die Silbermedaille bei den Olympischen Spielen 2008 – und an Persönlichkeiten der isländischen und internationalen Politik wie den isländischen Premierminister Ólafur Thors oder den deutschen Bundeskanzler Willy Brandt.